# ブルーノ・シュトレッケンバッハ

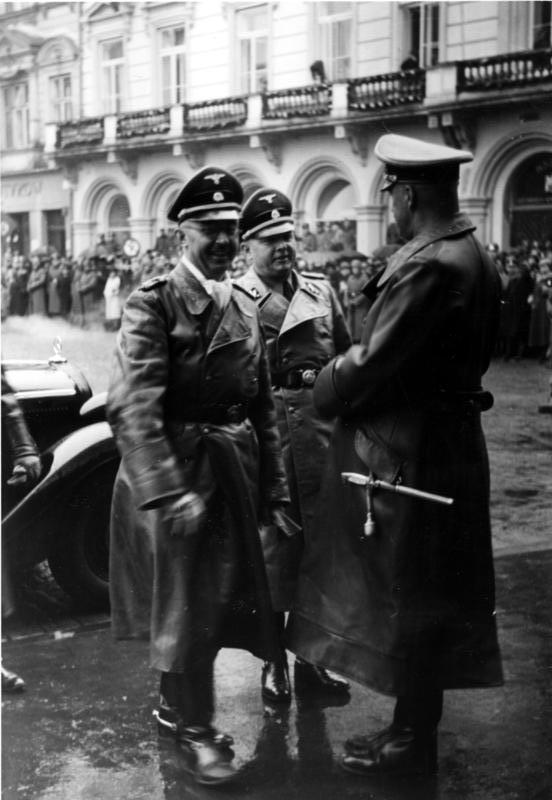
ハインリヒ・ヒムラー（左）とシュトレッケンバッハ（中央）。1939年9月ポーランド。

ブルーノ・ハインリヒ・シュトレッケンバッハ（Bruno Heinrich Streckenbach 1902年2月7日 – 1977年10月28日 ）は、ナチス・ドイツ親衛隊の将軍。最終階級は親衛隊中将、武装親衛隊中将及び警察中将。
国家保安本部の人事局長、アインザッツグルッペンの指揮官、武装親衛隊の師団長などを務めた。

## 経歴
税関職員ハンス・シュトレッケンバッハの息子としてハンブルクに生まれた。
実科ギムナジウムヨハネウム学院に入学したが、第一次世界大戦末期の1918年9月にドイツ軍に従軍した。
戦後には反革命義勇軍（フライコール）に参加した。戦後は輸入業者や自動車業界、ラジオ局などで働いた。この間の1930年12月1日にナチス党に入党（党員番号489,972）。さらに1931年9月1日に親衛隊に入隊した（隊員番号14,713）。
ナチス政権の誕生後の1933年にハンブルクのゲシュタポのメンバーとなった。1939年4月までに親衛隊少将に昇進。
ポーランド侵攻の際にポーランドへ派遣されて「アインザッツグルッペン」の部隊を率いて反逆者の銃殺にあたった。「アインザッツグルッペン」はこの後の独ソ戦においても動員され、猛威をふるった。シュトレッケンバッハはポーランド戦争後にベルリンに呼び戻され、1939年9月27日にラインハルト・ハイドリヒにより国家保安本部が立ち上げられると、その第一局（人事局）局長となった。東部戦線での「アインザッツグルッペン」の組織に大きな役割を果たし、ハインリヒ・ヒムラーやハイドリヒの指示を現地の指揮官たちに伝達した。1941年9月11日に親衛隊中将および警察中将に昇進。1942年6月にラインハルト・ハイドリヒがイギリスのチェコ人暗殺部隊の襲撃により死亡するとヒムラーが一旦は国家保安本部長官を兼務したが、この際にシュトレッケンバッハが長官代理に任じられ、国家保安本部の実務を握った。
しかし、1942年12月14日付けでヒムラーに武装親衛隊への配属願いを出している。転属は許されたが一般親衛隊での階級を継承することは認められず、親衛隊少尉に降格された。訓練を受けた後、1943年3月に第8SS騎兵師団「フロリアン・ガイエル」に配属された。さらに1943年9月から10月と1944年1月から4月の二度にわたり「フロリアン・ガイエル」の師団長となる。1944年4月から第19SS武装擲弾兵師団「第二ラトビア」の師団長に転じて敗戦を迎えた。騎士鉄十字章柏葉章も受章している。

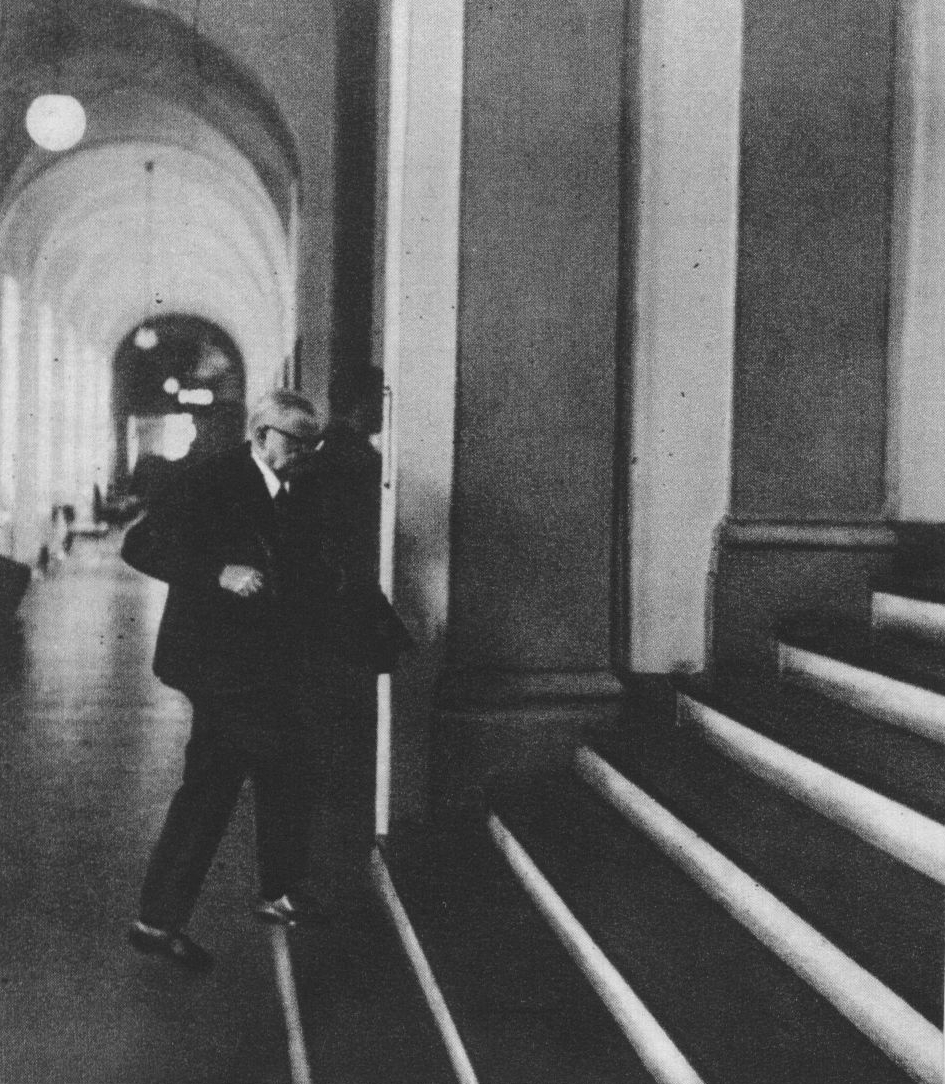
西ドイツで出廷するシュトレッケンバッハ

戦後、彼はニュルンベルク裁判開廷時点では戦死していたとみられていたが、ソ連軍の捕虜となっており、1952年に懲役25年に処された。しかし1955年には釈放され、その後西ドイツへ移住した。西ドイツでも起訴が予定されたが、1974年4月に健康上の理由で審理が打ち切られた。
1977年10月28日にハンブルクで死去した。

## 受章
- 1939年1月30日、黄金ナチ党員バッジ
- 1940年10月10日、二級鉄十字章（1939年版）
- 1943年7月1日、一級鉄十字章（1939年版）
- 一級及び二級剣付き戦功十字章
- 一般突撃章
- 白兵戦章銅章
- 1943年12月15日、ドイツ十字章金章[5]
- 騎士鉄十字章柏葉章[5]
  - 1944年8月27日、騎士鉄十字章
  - 1945年1月16日、柏葉章
- 親衛隊全国指導者名誉長剣
- 親衛隊名誉リング

## 一般親衛隊と保安警察の階級
- 1932年12月24日、親衛隊中尉
- 1933年6月12日、親衛隊大尉
- 1933年9月2日、親衛隊少佐
- 1933年11月9日、親衛隊中佐
- 1934年4月20日、親衛隊大佐
- 1936年9月13日、親衛隊上級大佐
- 1939年4月20日、親衛隊少将
- 1941年1月1日、警察少将
- 1941年11月9日、親衛隊中将及び警察中将

## 武装親衛隊予備役の階級
- 1943年1月18日、親衛隊少尉
- 1943年3月1日、親衛隊中尉
- 1943年3月10日、親衛隊大尉
- 1943年3月11日、親衛隊少佐
- 1943年7月1日、親衛隊中佐
- 1943年8月28日、親衛隊大佐
- 1944年1月30日、親衛隊上級大佐
- 1944年7月1日、親衛隊少将及び武装親衛隊少将
- 1944年11月9日、親衛隊中将